# Tococa parviflora
Tococa parviflora är en tvåhjärtbladig växtart som beskrevs av Richard Spruce och José Jéronimo Triana. Tococa parviflora ingår i släktet Tococa och familjen Melastomataceae. Inga underarter finns listade i Catalogue of Life.